# Matteo Ferrari
Matteo Ferrari (Alfu, 1979. december 5. –) olasz válogatott labdarúgó, jelenleg a Montreal Impact játékosa. Posztját tekintve belsővédő.

## Pályafutása

### Klubcsapatokban
Alfuban, Algériában született, olasz édesapától és guineai édesanyától.
Pályafutását a SPAL-ban kezdte, mielőtt 1996-ban csatlakozott az Internazionale együtteséhez. Az Interben négy évet töltött, de több alkalommal is kölcsönadták. Az 1997–98-as szezonban a Genoa, az 1998–99-esben a Lecce, az 1999–2000-es idényben pedig a Bari vette kölcsön.
Az olasz első osztályban 1999. augusztus 29-én mutatkozott be egy Fiorentina–Bari mérkőzésen. 2000 nyarán visszament az Interbe, de rá egy évre a AC Parma igazolta le. Első idényében jó teljesítményt nyújtott és meghatározó játékossá vált új klubjában. Három szezon alatt 81 alkalommal játszott a Parma színeiben és ezalatt háromszor talált be az ellenfelek kapujába.
2004 júliusában az AS Roma-hoz igazolt 7,5 millió €-ért. 2005-ben az Evertonhoz került kölcsönbe és 2006. májusáig itt szerepelt. A 2006–2007-es szezonban Philippe Mexès mellett Ferrari alkotta a védelem tengelyét. A bajnokságban 27-szer lépett pályára, melyből 24-szer volt kezdő.
A 2008–2009-es Serie A idény előtt több nevesebb csapat is szerette volna vinni, de ő a frissen feljutott Genoat választotta. 2008. augusztus 31-én a Catania ellen 1–0-ra elveszített mérkőzésen játszott először.
Egy év után elhagyta a Genoat és a török Beşiktaşhoz írt alá 4 évre. A török bajnokság nyitófordulójában 2009. augusztus 7-én mutatkozott be új csapatában. Több játékossal egyetemben Ferrari is alulteljesített és várható volt, hogy már a januári átigazolási időszakban csapatot vált. A 2010–11-es szezonban súlyos sérülést szenvedett a Bursaspor elleni mérkőzésen. Sérüléséből felépült, de nem sokkal később elhagyta a Beşiktaşt. Hazatért Olaszországba és a Monza csapatával edzett novembertől decemberig. Ezután az Inter edzéseit is látogatta, majd végül 2012 februárjában az MLS-ben szereplő Montreal Impact-hez szerződött.

### Válogatottban
A korosztályos válogatottakban több alkalommal is megfordult, így szerepelt az U15-ös, U16-os, U18-as, U20-as és U21-es olasz válogatottban is.
Az olimpiai válogatott tagjaként részt vett a 2000. és a 2004. évi nyári olimpiai játékokon. előbbin mindössze egy alkalommal játszott, utóbbi egyike volt a három túlkoros játékosnak és minden mérkőzésen pályára lépett.
A felnőtt válogatottban 2002. november 20-án mutatkozott be egy Törökország elleni barátságos mérkőzésen.
A nemzeti csapat tagjaként ott volt a 2004-es Európa-bajnokságon. 2004. május 30-án szerepelt utoljára a válogatottban.

## Sikerei, díjai
AC Parma
- Olasz kupa (1): 2001/02

AS Roma
- Olasz kupa (2): 2006/07, 2007/08

Beşiktaş
- Török kupa (2): 2010/11

## Külső hivatkozások
- Statisztika Archiválva 2012. november 8-i dátummal a Wayback Machine-ben a FIFA honlapján
- Profil a national-football-teams honlapján.
- Profil a La Gazetta dello Sport honlapján.